# Renca (ort)
Renca är en ort i Argentina.   Den ligger i provinsen San Luis, i den centrala delen av landet, 700 km väster om huvudstaden Buenos Aires. Renca ligger 780 meter över havet och antalet invånare är 178.
Terrängen runt Renca är platt. Runt Renca är det mycket glesbefolkat, med 7 invånare per kvadratkilometer.. Närmaste större samhälle är Tilisarao, 8,1 km nordost om Renca.
Omgivningarna runt Renca är i huvudsak ett öppet busklandskap.